# Piastowie mazowieccy

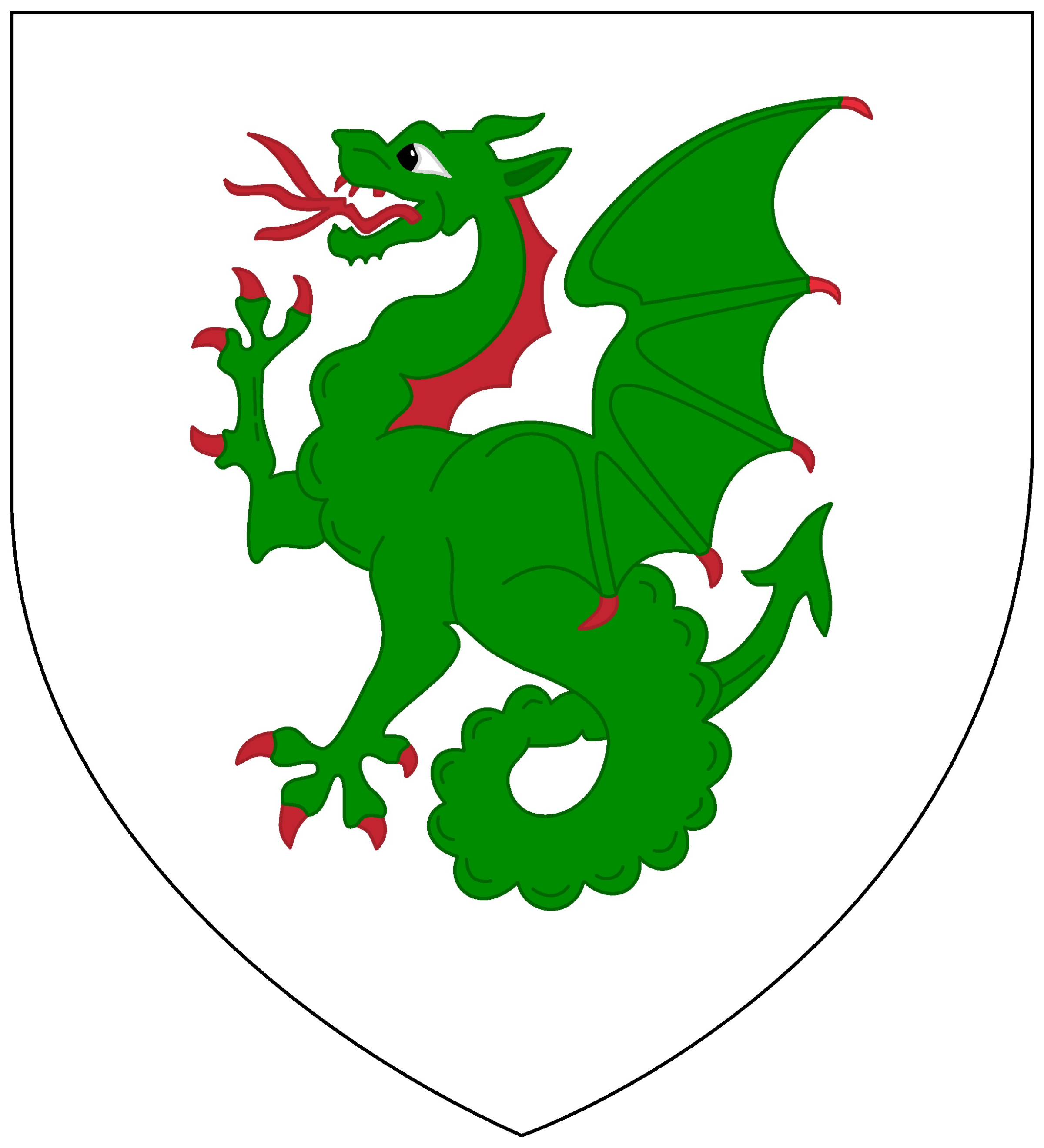
Żmij piastowski – herb Piastów mazowieckich rządzących w dzielnicy Czerskiej

Piastowie mazowieccy – boczna linia dynastii Piastów, panująca na Mazowszu, wywodząca się od Konrada I mazowieckiego, syna Kazimierza II Sprawiedliwego, wygasła w 1526 r. na Januszu III. W XIV i XV w. (do 1462) panowali także w niektórych księstwach Rusi Czerwonej, głównie jako lennicy królów Polski.
Za panowania Konrada I, w 1226 r. Mazowsze utraciło ziemię chełmińską na rzecz Krzyżaków.
Ostatnim Piastem, który zjednoczył pod swoim władaniem cały obszar Mazowsza, był praprawnuk Konrada I, Siemowit III. Po jego śmierci w 1381 r. dziedzictwo władcy zostało podzielone w następujący sposób:
- ziemie: warszawska, nurska, łomżyńska, liwska, ciechanowska, wyszogrodzka i zakroczymska objął we władanie jego starszy syn, Janusz I.
- ziemie: rawska, płocka, sochaczewska, gostynińska, płońska i wiska przypadły w udziale młodszemu synowi księcia, Siemowitowi IV.

Ostatnim przedstawicielem starszej linii, zwanej też warszawską, był zarazem ostatni Piast mazowiecki, Janusz III. Młodsza linia wywodząca się od Siemowita IV – zwana płocką lub zachodniomazowiecką – wygasła na Władysławie II, zmarłym w 1462 r. Po jego śmierci, jego władztwo (prócz ziemi płockiej, którą przejęła jeszcze linia warszawska) zostało ostatecznie inkorporowane do Polski.

## Drzewo genealogiczne Piastów mazowieckich
|                                                            |                                                            |                                                  |                                                  |                                                 |                                                 |                                                      |                                                            | Δ Konrad I mazowiecki ur. 1187 lub 1188 zm. 31 VIII 1247                |                                                                         |                                                                         |                                                                         |                                                                        |                                                                        |                                                                        |                                                          |                                             |                                                          |                                                          |                                                       |
|                                                            |                                                            |                                                  |                                                  |                                                 |                                                 |                                                      |                                                            |                                                                         |                                                                         |                                                                         |                                                                         |                                                                        |                                                                        |                                                                        |                                                          |                                             |                                                          |                                                          |                                                       |
|                                                            |                                                            |                                                  |                                                  |                                                 |                                                 |                                                      |                                                            |                                                                         |                                                                         |                                                                         |                                                                         |                                                                        |                                                                        |                                                                        |                                                          |                                             |                                                          |                                                          |                                                       |
|                                                            |                                                            |                                                  |                                                  |                                                 |                                                 |                                                      |                                                            |                                                                         |                                                                         |                                                                         |                                                                         |                                                                        |                                                                        |                                                                        |                                                          |                                             |                                                          |                                                          |                                                       |
| Bolesław I ur. ok. 1210 zm. 17 IV lub 25 II 1248/7 IV 1249 | Bolesław I ur. ok. 1210 zm. 17 IV lub 25 II 1248/7 IV 1249 | Kazimierz I kujawski zobacz Piastowie kujawscy   | Kazimierz I kujawski zobacz Piastowie kujawscy   | Siemowit I ur. 1213/1216 zm. 23 VI 1262         | Siemowit I ur. 1213/1216 zm. 23 VI 1262         | Eudoksja ur. ok. 1215/1225 zm. po ok. 1240           | Eudoksja ur. ok. 1215/1225 zm. po ok. 1240                 | Ludmiła ur. przed 1225 zm. ?                                            | Ludmiła ur. przed 1225 zm. ?                                            | Ziemomysł ur. 1216/4 VII 1228 zm. 10 VII/18 IX 1241                     | Ziemomysł ur. 1216/4 VII 1228 zm. 10 VII/18 IX 1241                     | Salomea ur. 1220/1225 zm. po 30 VIII 1268?                             | Salomea ur. 1220/1225 zm. po 30 VIII 1268?                             | Judyta ur. 1222/1227 zm. 4 XII między 1257 a 1263                      | Judyta ur. 1222/1227 zm. 4 XII między 1257 a 1263        | Dubrawka (Helena?) ur. ok. 1230 zm. 1265    | Dubrawka (Helena?) ur. ok. 1230 zm. 1265                 | Mieszko ur. 1235 lub wcześniej zm. 1237 lub wcześniej    | Mieszko ur. 1235 lub wcześniej zm. 1237 lub wcześniej |
|                                                            |                                                            |                                                  |                                                  |                                                 |                                                 |                                                      |                                                            |                                                                         |                                                                         |                                                                         |                                                                         |                                                                        |                                                                        |                                                                        |                                                          |                                             |                                                          |                                                          |                                                       |
|                                                            |                                                            |                                                  |                                                  |                                                 |                                                 |                                                      |                                                            |                                                                         |                                                                         |                                                                         |                                                                         |                                                                        |                                                                        |                                                                        |                                                          |                                             |                                                          |                                                          |                                                       |
| Konrad II ur. 1250 zm. 23 VI lub 21 X 1294                 | Konrad II ur. 1250 zm. 23 VI lub 21 X 1294                 |                                                  |                                                  |                                                 |                                                 |                                                      |                                                            |                                                                         | Bolesław II ur. 1253/1258 zm. 24 IV 1313                                | Bolesław II ur. 1253/1258 zm. 24 IV 1313                                |                                                                         |                                                                        |                                                                        |                                                                        |                                                          |                                             |                                                          | Salomea ur. 1248/1262 zm. 1301                           | Salomea ur. 1248/1262 zm. 1301                        |
|                                                            |                                                            |                                                  |                                                  |                                                 |                                                 |                                                      |                                                            |                                                                         |                                                                         |                                                                         |                                                                         |                                                                        |                                                                        |                                                                        |                                                          |                                             |                                                          |                                                          |                                                       |
|                                                            |                                                            |                                                  |                                                  |                                                 |                                                 |                                                      |                                                            |                                                                         |                                                                         |                                                                         |                                                                         |                                                                        |                                                                        |                                                                        |                                                          |                                             |                                                          |                                                          |                                                       |
| Anna ur. 1270 zm. po 13 VII 1324                           | Anna ur. 1270 zm. po 13 VII 1324                           | Siemowit II ur. 1283 zm. 18 II 1345              | Siemowit II ur. 1283 zm. 18 II 1345              | Siemowit II ur. 1283 zm. 18 II 1345             | Siemowit II ur. 1283 zm. 18 II 1345             | Trojden I ur. ok. 1284/1288 zm. 13 III 1341          | Trojden I ur. ok. 1284/1288 zm. 13 III 1341                | N., żona Władysława legnickiego ur. 1280/1282 lub 1284/1288 zm. po 1327 | N., żona Władysława legnickiego ur. 1280/1282 lub 1284/1288 zm. po 1327 | N., żona Władysława legnickiego ur. 1280/1282 lub 1284/1288 zm. po 1327 | N., żona Władysława legnickiego ur. 1280/1282 lub 1284/1288 zm. po 1327 | Eufrozyna ur. 1292/1294 zm. 26 XII po 1327                             | Eufrozyna ur. 1292/1294 zm. 26 XII po 1327                             | Wacław ur. 1293/1297 zm. 17 V 1337 lub 1338                            | Wacław ur. 1293/1297 zm. 17 V 1337 lub 1338              | Wacław ur. 1293/1297 zm. 17 V 1337 lub 1338 | Wacław ur. 1293/1297 zm. 17 V 1337 lub 1338              |                                                          |                                                       |
|                                                            |                                                            |                                                  |                                                  |                                                 |                                                 |                                                      |                                                            |                                                                         |                                                                         |                                                                         |                                                                         |                                                                        |                                                                        |                                                                        |                                                          |                                             |                                                          |                                                          |                                                       |
|                                                            |                                                            |                                                  |                                                  |                                                 |                                                 |                                                      |                                                            |                                                                         |                                                                         |                                                                         |                                                                         |                                                                        |                                                                        |                                                                        |                                                          |                                             |                                                          |                                                          |                                                       |
| Eufemia ur. 1305/1312 zm. po 11 I 1374                     | Eufemia ur. 1305/1312 zm. po 11 I 1374                     |                                                  |                                                  | Bolesław Jerzy II ur. 1305/1310 zm. 7 IV 1340   | Bolesław Jerzy II ur. 1305/1310 zm. 7 IV 1340   |                                                      | Siemowit III ur. zapewne 1316/1325 zm. 16 (lub 17) VI 1381 | Siemowit III ur. zapewne 1316/1325 zm. 16 (lub 17) VI 1381              | Siemowit III ur. zapewne 1316/1325 zm. 16 (lub 17) VI 1381              | Siemowit III ur. zapewne 1316/1325 zm. 16 (lub 17) VI 1381              |                                                                         | Kazimierz I ur. 1329/1331 zm. 26 XI 1355                               | Kazimierz I ur. 1329/1331 zm. 26 XI 1355                               | Anna ur. 1318/1325 zm. 16 II 1363                                      | Anna ur. 1318/1325 zm. 16 II 1363                        | Bolesław III ur. po 1320 zm. 20 VIII 1351   | Bolesław III ur. po 1320 zm. 20 VIII 1351                |                                                          |                                                       |
|                                                            |                                                            |                                                  |                                                  |                                                 |                                                 |                                                      |                                                            |                                                                         |                                                                         |                                                                         |                                                                         |                                                                        |                                                                        |                                                                        |                                                          |                                             |                                                          |                                                          |                                                       |
|                                                            |                                                            |                                                  |                                                  |                                                 |                                                 |                                                      |                                                            |                                                                         |                                                                         |                                                                         |                                                                         |                                                                        |                                                                        |                                                                        |                                                          |                                             |                                                          |                                                          |                                                       |
| Anna ur. 1344/1346 zm. po 16 III 1403                      | Anna ur. 1344/1346 zm. po 16 III 1403                      | Eufemia ur. przed 1357 zm. 21 VI 1418/9 XII 1424 | Eufemia ur. przed 1357 zm. 21 VI 1418/9 XII 1424 | Janusz I ur. 1347/1352 zm. 8 XII 1429           | Janusz I ur. 1347/1352 zm. 8 XII 1429           |                                                      |                                                            | Małgorzata ur. 1352/1356 zm. zapewne po 14 VIII 1409                    | Małgorzata ur. 1352/1356 zm. zapewne po 14 VIII 1409                    |                                                                         |                                                                         | Siemowit IV ur. 1353/1356 zm. 28 XII 1425/21 I 1426                    | Siemowit IV ur. 1353/1356 zm. 28 XII 1425/21 I 1426                    | Stanisław Siemowit ur. 1357/1366 zm. 10 XII przed 1378                 | Stanisław Siemowit ur. 1357/1366 zm. 10 XII przed 1378   | N., syn ur. 1358/1367 zm. przed 14 III 1378 | N., syn ur. 1358/1367 zm. przed 14 III 1378              | Henryk ur. 1368/1370 zm. zima 1392/1393                  | Henryk ur. 1368/1370 zm. zima 1392/1393               |
|                                                            |                                                            |                                                  |                                                  |                                                 |                                                 |                                                      |                                                            |                                                                         |                                                                         |                                                                         |                                                                         |                                                                        |                                                                        |                                                                        |                                                          |                                             |                                                          |                                                          |                                                       |
|                                                            |                                                            |                                                  |                                                  |                                                 |                                                 |                                                      |                                                            |                                                                         |                                                                         |                                                                         |                                                                         |                                                                        |                                                                        |                                                                        |                                                          |                                             |                                                          |                                                          |                                                       |
|                                                            | Janusz ur. 1382 lub wcześniej zm. X lub XI 1422            | Janusz ur. 1382 lub wcześniej zm. X lub XI 1422  | Bolesław ur. przed 1386 zm. 1420/10 IX 1425      | Bolesław ur. przed 1386 zm. 1420/10 IX 1425     | Mikłusz* ur. przed 1387 zm. po 29 VI 1417       | Mikłusz* ur. przed 1387 zm. po 29 VI 1417            | Jadwiga ur. ok. 1392 zm. po 19 II 1439                     | Jadwiga ur. ok. 1392 zm. po 19 II 1439                                  | Aleksander ur. 1394 lub 1395 zm. 2 VI 1444                              | Aleksander ur. 1394 lub 1395 zm. 2 VI 1444                              | Amelia ur. 1396/1399 zm. po 3 V 1434                                    | Amelia ur. 1396/1399 zm. po 3 V 1434                                   | Trojden II ur. zapewne 1403/1406 zm. 24 VII 1427                       | Trojden II ur. zapewne 1403/1406 zm. 24 VII 1427                       | Aleksandra ur. 1407/1410 zm. po 1426                     | Aleksandra ur. 1407/1410 zm. po 1426        | Maria ur. zapewne 1412/1415 zm. 18 II między 1454 a 1456 | Maria ur. zapewne 1412/1415 zm. 18 II między 1454 a 1456 |                                                       |
| N. (Olga?) ur. 1373/1376 zm. zap. po 1401                  | N. (Olga?) ur. 1373/1376 zm. zap. po 1401                  |                                                  |                                                  | Konrad ur. przed 1400 zm. przed 1429            | Konrad ur. przed 1400 zm. przed 1429            | Siemowit V ur. 1388/1391 zm. 16 (lub 17) II 1442     | Siemowit V ur. 1388/1391 zm. 16 (lub 17) II 1442           | Cymbarka ur. 1393/1396 zm. 28 IX 1429                                   | Cymbarka ur. 1393/1396 zm. 28 IX 1429                                   | Eufemia ur. 1395/1397 zm. między 25 VII a 17 IX 1447                    | Eufemia ur. 1395/1397 zm. między 25 VII a 17 IX 1447                    | Kazimierz II ur. zapewne 1401/1403 zm. 16 (lub 15) IX 1442             | Kazimierz II ur. zapewne 1401/1403 zm. 16 (lub 15) IX 1442             | Władysław I ur. zapewne 1406/1409 zm. 11 lub 12 XII 1455               | Władysław I ur. zapewne 1406/1409 zm. 11 lub 12 XII 1455 | Anna ur. 24 IV 1411 zm. przed 1427          | Anna ur. 24 IV 1411 zm. przed 1427                       | Katarzyna ur. 1413/1416 zm. po 2 VI 1479                 | Katarzyna ur. 1413/1416 zm. po 2 VI 1479              |
|                                                            |                                                            |                                                  |                                                  |                                                 |                                                 |                                                      |                                                            |                                                                         |                                                                         |                                                                         |                                                                         |                                                                        |                                                                        |                                                                        |                                                          |                                             |                                                          |                                                          |                                                       |
|                                                            |                                                            |                                                  |                                                  |                                                 |                                                 |                                                      |                                                            |                                                                         |                                                                         |                                                                         |                                                                         |                                                                        |                                                                        |                                                                        |                                                          |                                             |                                                          |                                                          |                                                       |
| Konrad ur. 1412 lub 1413 zm. 25 III 1427                   | Konrad ur. 1412 lub 1413 zm. 25 III 1427                   | Eufemia ur. 1415/1418 zm. 7 II 1435/3 III 1436   | Eufemia ur. 1415/1418 zm. 7 II 1435/3 III 1436   | Bolesław IV ur. 1418/1420 zm. 10 IX 1454        | Bolesław IV ur. 1418/1420 zm. 10 IX 1454        | Małgorzata ur. 1436/1440 zm. 5 V 1483/1 IX 1485      | Małgorzata ur. 1436/1440 zm. 5 V 1483/1 IX 1485            |                                                                         |                                                                         |                                                                         | Siemowit VI ur. przed 14 II (2 I?) w 1446 zm. 31 XII 1461 lub 1 I 1462  | Siemowit VI ur. przed 14 II (2 I?) w 1446 zm. 31 XII 1461 lub 1 I 1462 | Siemowit VI ur. przed 14 II (2 I?) w 1446 zm. 31 XII 1461 lub 1 I 1462 | Siemowit VI ur. przed 14 II (2 I?) w 1446 zm. 31 XII 1461 lub 1 I 1462 | Władysław II ur. 1447 zm. 26 lub 27 II 1462              | Władysław II ur. 1447 zm. 26 lub 27 II 1462 | Władysław II ur. 1447 zm. 26 lub 27 II 1462              | Władysław II ur. 1447 zm. 26 lub 27 II 1462              |                                                       |
|                                                            |                                                            |                                                  |                                                  |                                                 |                                                 |                                                      |                                                            |                                                                         |                                                                         |                                                                         |                                                                         |                                                                        |                                                                        |                                                                        |                                                          |                                             |                                                          |                                                          |                                                       |
|                                                            |                                                            |                                                  |                                                  |                                                 |                                                 |                                                      |                                                            |                                                                         |                                                                         |                                                                         |                                                                         |                                                                        |                                                                        |                                                                        |                                                          |                                             |                                                          |                                                          |                                                       |
| Bolesław ur. 1445 zm. 1450 lub wcześniej                   | Bolesław ur. 1445 zm. 1450 lub wcześniej                   | Janusz ur. zapewne 1446 zm. przed 1454           | Janusz ur. zapewne 1446 zm. przed 1454           | Konrad III Rudy ur. 1447 lub 1448 zm. 28 X 1503 | Konrad III Rudy ur. 1447 lub 1448 zm. 28 X 1503 | Bolesław ur. zapewne 1448 zm. przed 1452             | Bolesław ur. zapewne 1448 zm. przed 1452                   | Kazimierz III ur. 10 VI 1448/8 VI 1449 zm. 9 VI 1480                    | Kazimierz III ur. 10 VI 1448/8 VI 1449 zm. 9 VI 1480                    | Janusz ur. zapewne 1450/1453 zm. zapewne 1454 lub 1455                  | Janusz ur. zapewne 1450/1453 zm. zapewne 1454 lub 1455                  | Anna ur. 1450/1452 zm. 19 XI 1477/14 IX 1480                           | Anna ur. 1450/1452 zm. 19 XI 1477/14 IX 1480                           | Bolesław V ur. 1450/1453 zm. 27 IV 1488                                | Bolesław V ur. 1450/1453 zm. 27 IV 1488                  | Zofia ur. 1452/1454 zm. wkrótce po 1458     | Zofia ur. 1452/1454 zm. wkrótce po 1458                  | Janusz II ur. 1452/1454 zm. 16 II 1495                   | Janusz II ur. 1452/1454 zm. 16 II 1495                |
|                                                            |                                                            |                                                  |                                                  |                                                 |                                                 |                                                      |                                                            |                                                                         |                                                                         |                                                                         |                                                                         |                                                                        |                                                                        |                                                                        |                                                          |                                             |                                                          |                                                          |                                                       |
|                                                            |                                                            |                                                  |                                                  |                                                 |                                                 |                                                      |                                                            |                                                                         |                                                                         |                                                                         |                                                                         |                                                                        |                                                                        |                                                                        |                                                          |                                             |                                                          |                                                          |                                                       |
| Stanisław* ur. zapewne 1480/1495 zm. po 1520               | Stanisław* ur. zapewne 1480/1495 zm. po 1520               | Stanisław* ur. zapewne 1480/1495 zm. po 1520     | Stanisław* ur. zapewne 1480/1495 zm. po 1520     | Wojciech* ur. zapewne 1480/1495 zm. po 1500     | Wojciech* ur. zapewne 1480/1495 zm. po 1500     | Hieronim (Jarosz)* ur. zapewne 1480/1495 zm. po 1527 | Hieronim (Jarosz)* ur. zapewne 1480/1495 zm. po 1527       | Hieronim (Jarosz)* ur. zapewne 1480/1495 zm. po 1527                    | Hieronim (Jarosz)* ur. zapewne 1480/1495 zm. po 1527                    | Zofia ur. 1497 (lub 1498) zm. przed 11 III 1543                         | Zofia ur. 1497 (lub 1498) zm. przed 11 III 1543                         | Anna ur. 1498 (lub 1499) zm. zapewne 1557 po 26 I                      | Anna ur. 1498 (lub 1499) zm. zapewne 1557 po 26 I                      | Anna ur. 1498 (lub 1499) zm. zapewne 1557 po 26 I                      | Anna ur. 1498 (lub 1499) zm. zapewne 1557 po 26 I        | Stanisław ur. 17 V 1501 zm. 8 VIII 1524     | Stanisław ur. 17 V 1501 zm. 8 VIII 1524                  | Janusz III ur. VIII lub IX 1502 zm. 10 III 1526          | Janusz III ur. VIII lub IX 1502 zm. 10 III 1526       |

Opracowanie na podstawie: K. Jasiński, Rodowód Piastów mazowieckich, Poznań-Wrocław 1998 oraz J. Grabowski, Dynastia Piastów mazowieckich, Kraków 2012. Korekta dat życia Eufemii, córki Siemowita III na podstawie T. Jurek, Piastowie śląscy i ich rodowód, [w:] K. Jasiński, Rodowód Piastów śląskich, Kraków 2007. Imię Wojciecha, syna Konrada III Rudego na podstawie J. Grabowski, Małżeństwa Konrada III Rudego. Ze studiów nad genealogią Piastów mazowieckich, [w:] A. Odrzywolska-Kidawa (red.), Klio viae et invia. Opuscula Marco Cetwiński dedicata, Warszawa 2010. Kwestia kolejności potomstwa wobec fragmentaryczności źródeł w wielu miejscach umowna.